# 卡多姆區
54°34′N 42°28′E / 54.567°N 42.467°E
卡多姆區（俄语：Кадомский район），是俄羅斯的一個區，位於該國西部，由梁贊州負責管轄，面積986平方公里，2010年該地區人口8,494，人口密度每平方公里8.61人。